# Trióxido de telurio
El trióxido de telurio, también conocido como óxido de telurio (VI) es un compuesto químico. Su fórmula química es Te{\displaystyle {\ce {O3}}}. Contiene iones de telurio y oxígeno. Contiene telurio en su estado de oxidación +6.

## Propiedades
El trióxido de telurio puede presentarse en dos formas. Hay una forma amarilla-roja y una forma gris. La forma roja amarilla es más reactiva. Es un poderoso agente oxidante. Reacciona con bases fuertes para hacer teluratos. Cuando se calienta, libera oxígeno para convertirlo en dióxido de telurio.

## Preparación
Se hace tomando el agua del ácido telúrico. La forma gris puede ser hecha de esto reaccionando la forma amarilla-roja con ácido sulfúrico y aire.